# William Browne
William Browne (1590 - 1645) va ser un poeta anglès, nascut a Tavistock, Devon, i que va estudiar a l'Exeter College d'Oxford; posteriorment, va entrar a l'Inner Temple.
Els seus poemes, que són fonamentalment descriptius, són rics i amb una gran fluïdesa, i fidels als fenòmens de la naturalesa, però deficients en interès. Influenciat per Spenser, al seu torn va tenir influència en poetes com Milton i Keats. Les seves principals obres van ser Britannia's Pastorals (1613) un poema excessivament llarg, i una contribució a The Shepheard's Pipe (1614). Britannia's Pastorals mai va ser acabada: al llarg de la seva vida els Llibres I i II van ser publicats successivament el 1613 i 1616. El manuscrit del llibre III (inacabat) no es va publicar fins a 1852. El poema té a veure amb els amors i els problemes de Celia, Marina, etc.
A ell es deu l'epitafi de la comtessa vídua de Pembroke ("la germana de Sidney, la mare de Pembroke"). Va tenir alguna influència en John Milton i també de John Keats'